# Penetrazione sessuale
La penetrazione sessuale (dal latino pēnitus, ossia "nell'intimo", "nel fondo") consiste nell'inserimento del pene, delle dita o di oggetti nella vagina, nella bocca o nell'ano.
Viene comunemente definito attivo o insertivo il soggetto che inserisce il pene e passivo o ricettivo colui che lo riceve.

## Posizioni coitali
Le più comuni e diffuse posizioni del coito sono:
1. posizione con la persona penetrante sopra e la persona ricevente sotto (detta posizione del missionario);
2. posizione con il ricevente sopra (posizione detta smorzacandela);
3. posizione seduta;
4. posizione in piedi;
5. posizione laterale;
6. posizione posteriore (more ferarum,[3] detta anche pecorina).

Quando si parla di penetrazione sessuale ci si riferisce anche alla penetrazione con le dita oppure al sesso praticato con oggetti, ad esempio, tramite plug, dildo o vibratori, o pene finto e quindi, in genere, all'inserimento di qualsivoglia oggetto, all'interno di uno qualsiasi degli orifizi del corpo maschile o femminile, al fine di ottenere sensazioni di piacere e di eccitazione sessuale. In queste attività, generalmente, per ridurre il rischio di gravidanze indesiderate o malattie sessualmente trasmissibili viene usato il preservativo. Un lubrificante intimo in alcuni casi risulta indispensabile e costituisce comunque un valido aiuto al comfort della pratica.
Comunemente il termine penetrazione viene impropriamente usato per descrivere anche il sesso anale e il sesso orale.

## Galleria d'immagini

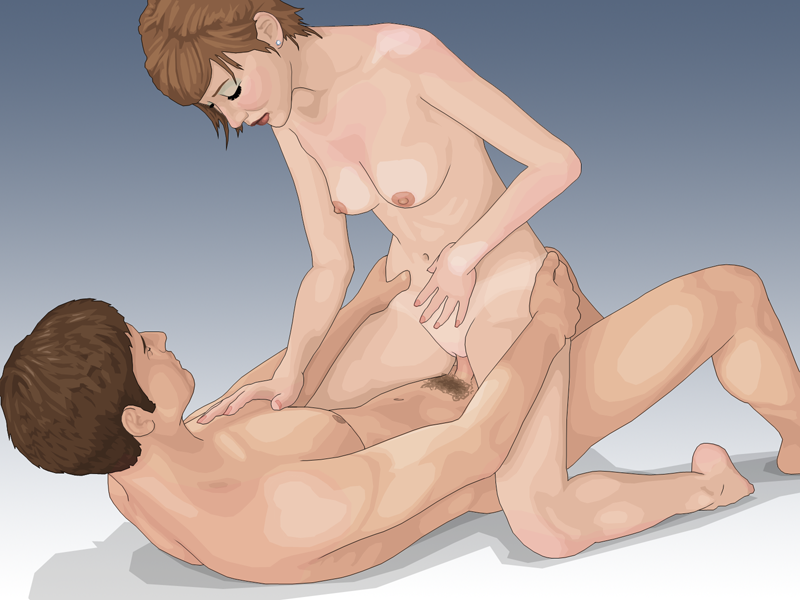
Posizione con donna sopra, variante detta "smorzacandela"
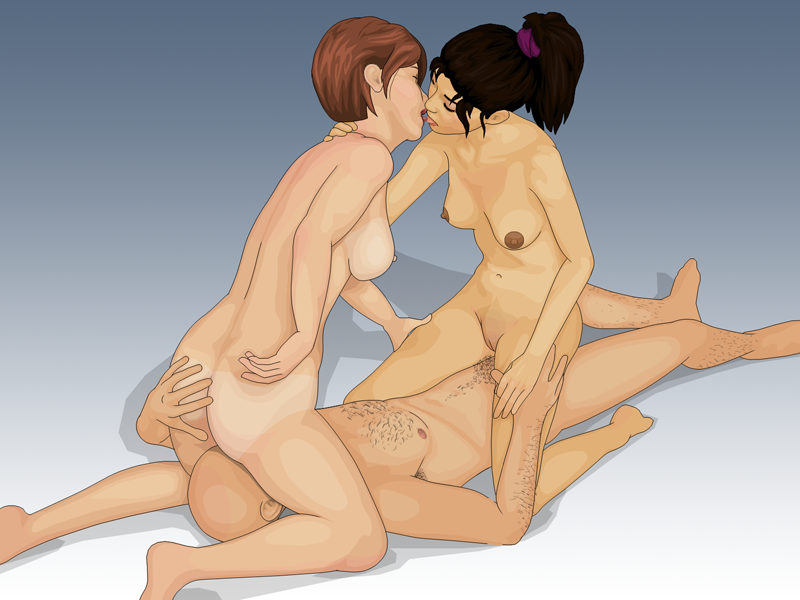
Penetrazione e cunnilingus in un threesome di un uomo con due donne
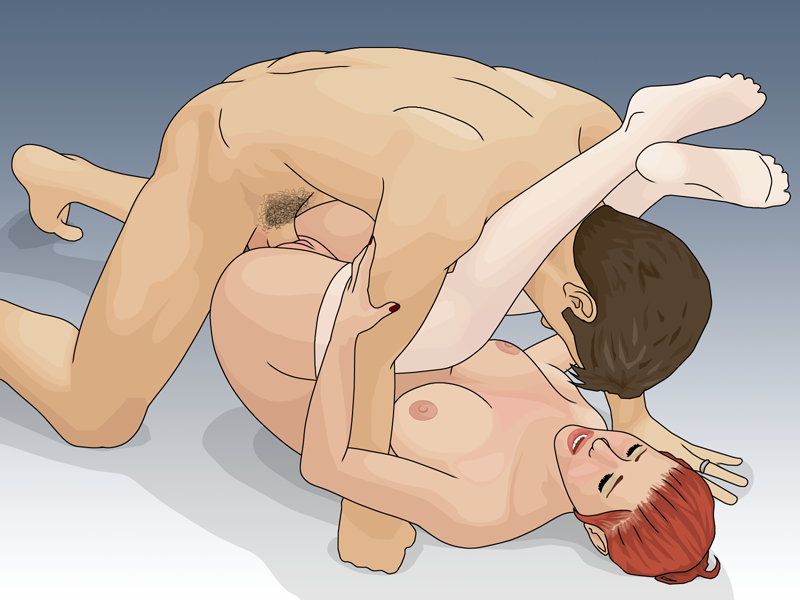
Penetrazione nella posizione "Wiener Auster" (Ostrica viennese), variante della posizione del missionario
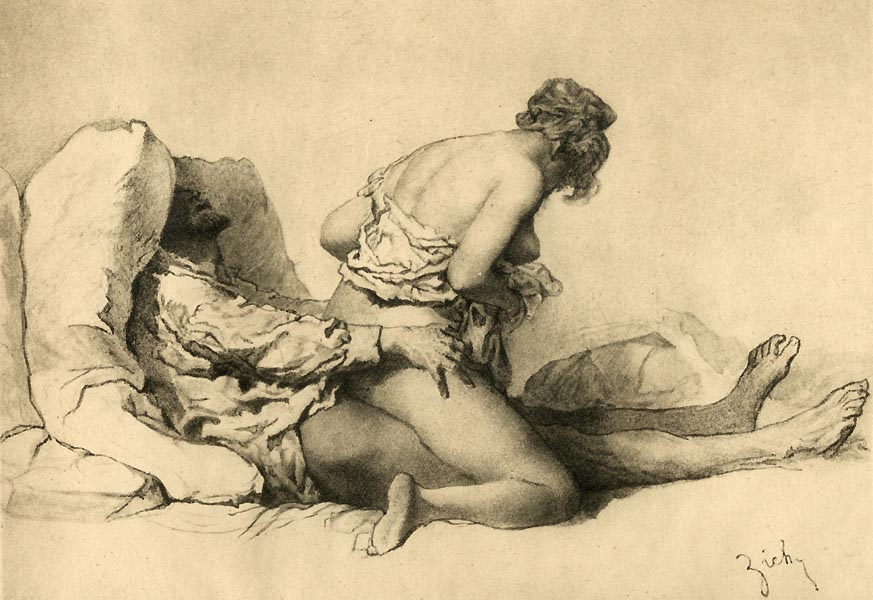
Scena erotica tra due coniugi, opera dell'artista Mihály Zichy
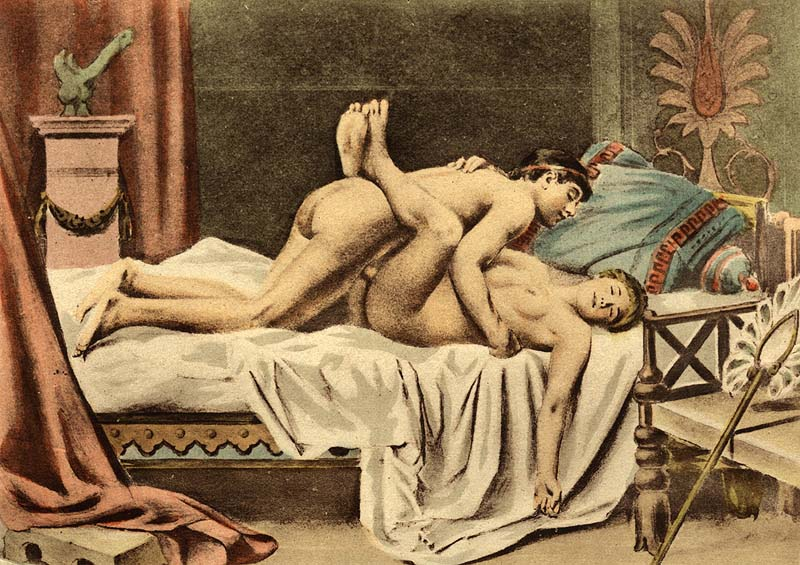
Coito tra due amanti, opera dell'artista Édouard-Henri Avril
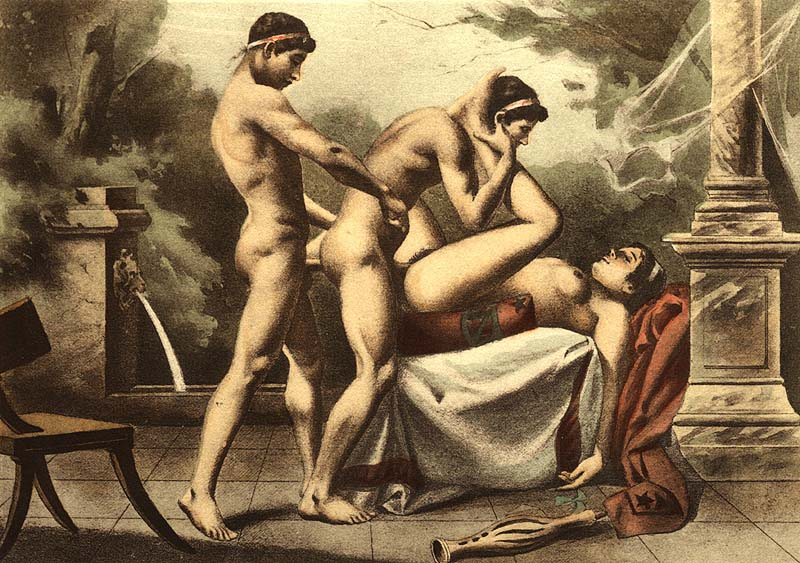
Triangolo sessuale o threesome di Paul Avril, dipinto erotico: un uomo, che penetra una donna, mentre viene sodomizzato da altro uomo

## Penetrazioni multiple
Le penetrazioni multiple sono penetrazioni sessuali attuate generalmente fra due o più persone oppure anche individualmente. Lo scopo nel sottoporsi a penetrazioni simultanee consiste nel desiderio di ottenere un piacere maggiore di quello derivante da una singola penetrazione, per via del maggior numero di terminazioni nervose coinvolte, ubicate nelle mucose del corpo.

### Tipi
Le pratiche di penetrazioni multiple possono essere varie; quelle più comuni sono le seguenti:

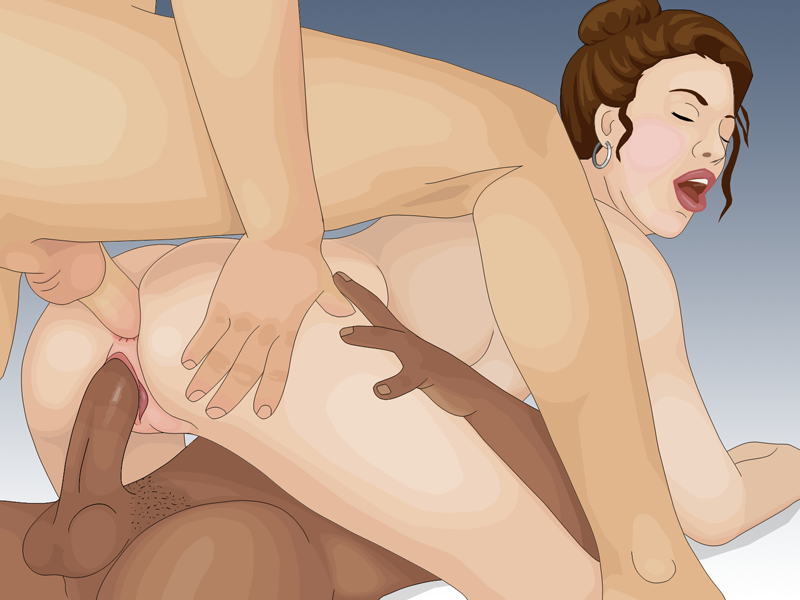
Threesome con doppia penetrazione

- Doppia penetrazione (DP) – Penetrazione simultanea, da parte due persone, di due orifizi (ano e/o vagina). Le sue varianti possono essere:
  - Doppia penetrazione anale (DAP) – Penetrazione, simultanea, dell'ano da parte di due peni o oggetti.
  - Doppia penetrazione vaginale (DV o DVP) – Penetrazione, simultanea, della vagina da parte di due peni o oggetti.
- Tripla penetrazione (TP) – Due peni penetrano la vagina e un pene penetra l'ano, o viceversa. Sono anche possibili la tripla penetrazione anale e quella vaginale.